# Figlie di Maria (siro-malankaresi)
Le Figlie di Maria (in inglese Daughters of Mary) sono un istituto religioso femminile di diritto pontificio, del rito siro-malankarese: le suore di questa congregazione pospongono al loro nome la sigla D.M.

## Storia
La congregazione fu fondata nel 1938 a Marthandom dal sacerdote siro-cattolico Joseph Kuzhinjalil insieme con Mary Kallarackal.
Mar Ivanios, arcivescovo metropolita di Trivandrum, approvò l'istituto il 4 giugno 1939.

## Attività e diffusione
Le religiose si dedicano all'educazione della gioventù e all'assistenza a orfani, anziani e infermi.
Oltre che in India, le suore sono presenti in Egitto, Germania, Italia e Stati Uniti d'America; la sede generalizia è a Thiruvananthapuram.
Alla fine del 2011 la congregazione contava 921 religiose in 167 case.